# Fukuroi
Fukuroi (japanisch 袋井市, -shi) ist eine Stadt in der Präfektur Shizuoka in Japan.

## Geographie
Fukuroi liegt südwestlich von Shizuoka und östlich von Hamamatsu am Pazifischen Ozean.

## Geschichte
Fukuroi war eine Poststation (宿場町 Shukuba-machi) der Tōkaidō während der Edo-Zeit.

## Wirtschaft
Hauptsächliche landwirtschaftliche Produkte sind Melonen und Tee. Es gibt Industrien im Bereich Chemie, Pharmazie und Musikinstrumente.

## Verkehr

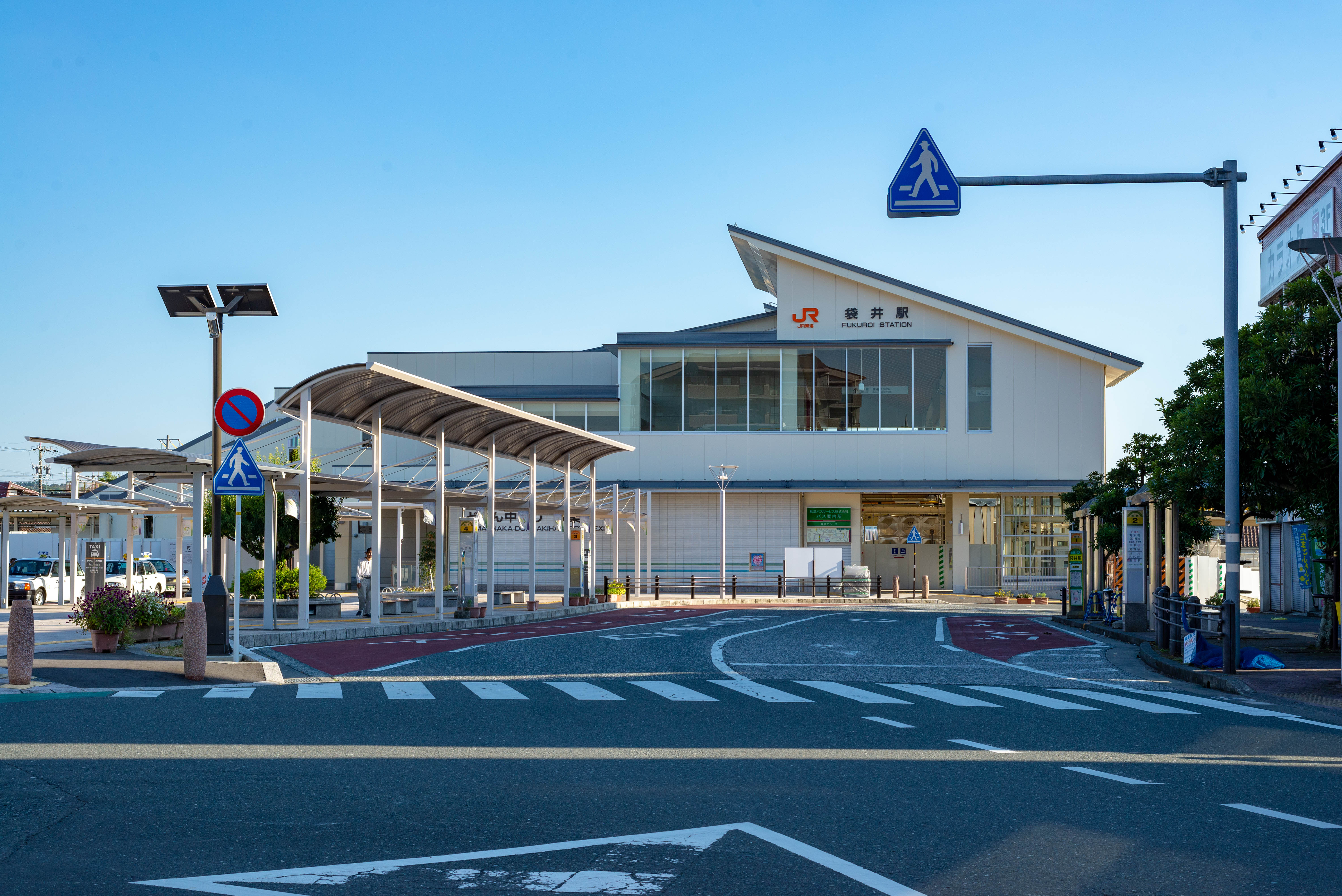
Bahnhof Fukuroi

Fukuroi liegt an der Nationalstraße 1 von Tokio nach Kyōto, die zum Teil der historischen Tōkaidō-Straße folgt.
Der Bahnhof Fukuroi an der Tōkaidō-Hauptlinie wird von Zügen der Bahngesellschaft JR Central bedient. Von 1902 bis 1962 verkehrte die Straßenbahn Fukuroi (auch Akiba-Linie genannt). Die von 1913 bis 1970 bestehende Sun’en-Linie war eine Überlandstraßenbahn, die Fukuroi mit Omaezaki und Fujieda verband.

## Sport
Das Shizuoka-Ecopa-Stadion war einer der Austragungsorte der Rugby-Union-Weltmeisterschaft 2019.

## Weblinks

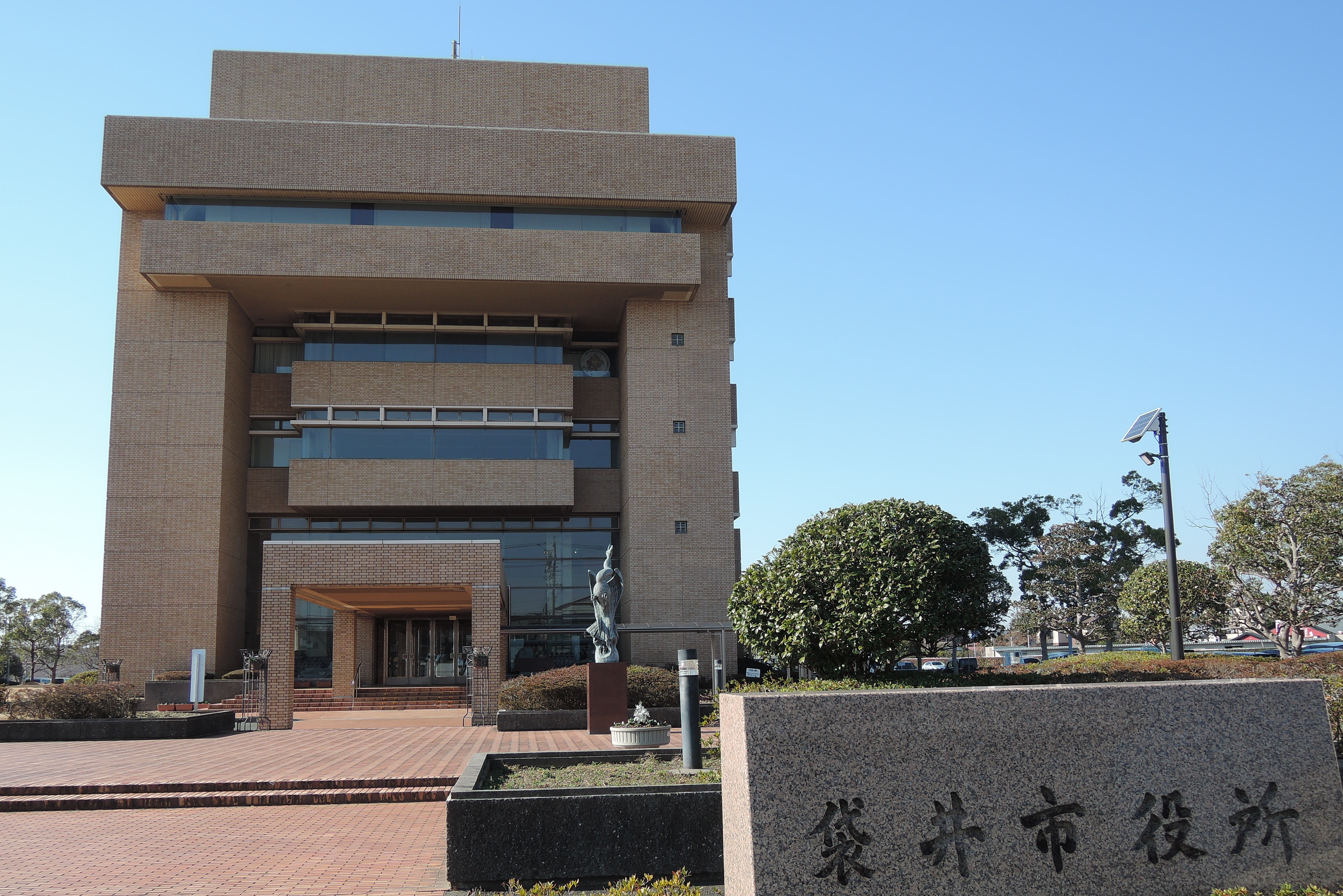
Rathaus von Fukuroi, Präfektur Shizuoka, Japan

## Städtepartnerschaft
- Hillsboro, seit 1988

## Angrenzende Städte und Gemeinden
- Iwata
- Kakegawa
- Mori